# 大富翁卡牌战争
《大富翁卡牌戰爭》，是台灣遊戲團隊奇幻城堡製作的大富翁系列的手遊版，玩法是卡牌策略的1v1對戰，登场角色有大富翁歷代的各角色，而每位角色都具備不同「特殊技能」。在开始战斗前，玩家先挑一名角色出战，而過去的道具如「飛彈、地雷」化成卡牌，每次攜帶8張牌搭配角色组牌組，當為角色編好牌組系統就会線上配对手，保留以往大富翁的「擲骰子」及「走地圖」要素。也叫做《大富翁天團》，与COUGAR、AOC合作，于在2018 台北國際電玩展（2018 Taipei Game Show）曝光，由大宇資訊授權。一些特殊道具入「地雷」、「飛彈」、「路障」、「香蕉皮」、「機器娃娃」等玩家可靠碎片合成或去商城購買来更換不同造型。